# Bergwacht Sachsen

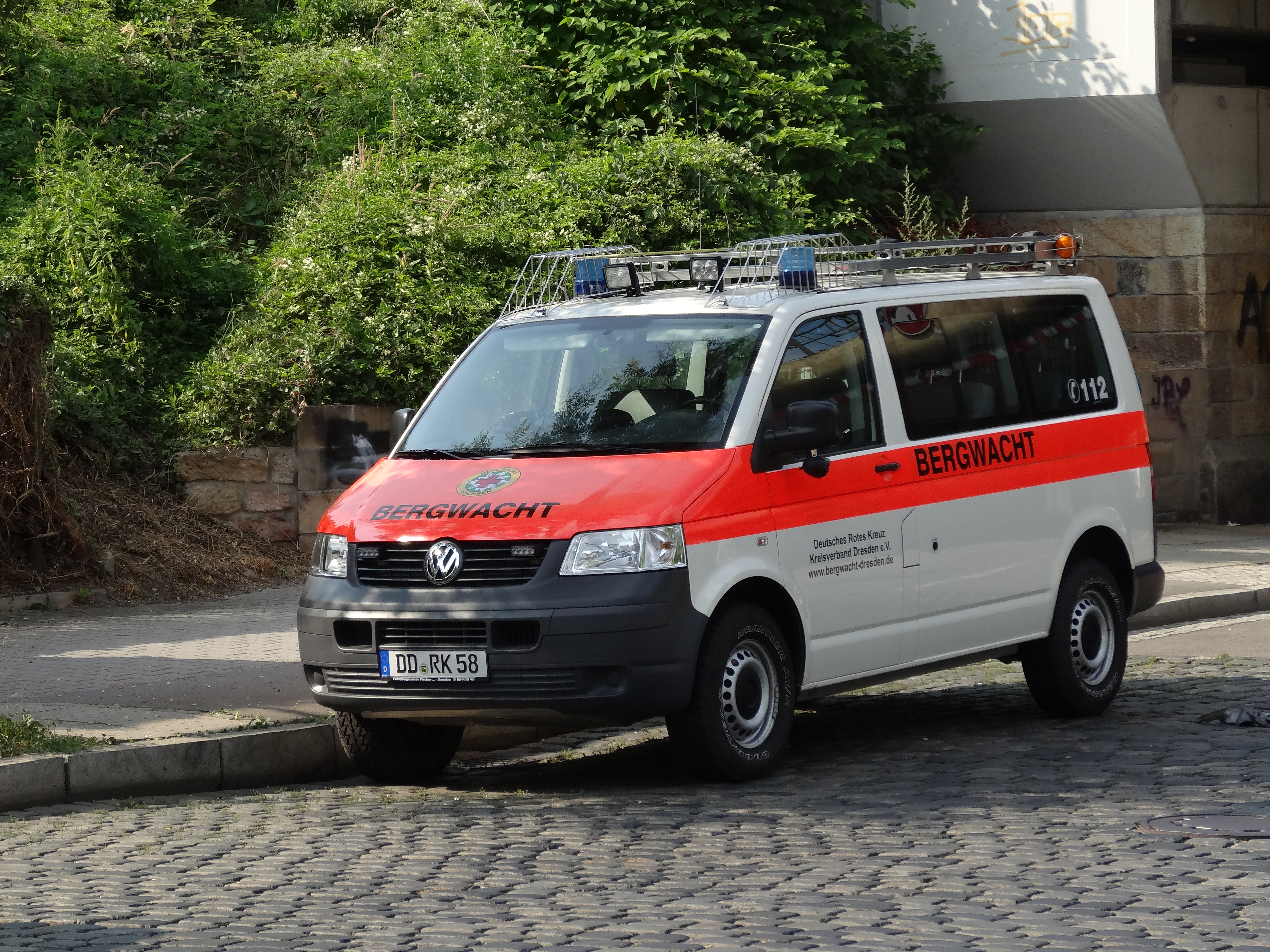
Fahrzeug der Bergwacht Sachsen

Die Bergwacht Sachsen ist dem Rettungsdienst zugeordnet und übernimmt den Auftrag, im unwegsamen Gelände und im Gebirge die Bergung, Rettung und medizinische Versorgung von Bergsteigern, Wanderern, Skifahrern und Touristen sowie die Suche von vermissten Personen sicherzustellen.
Die Bergwacht Sachsen wurde im Jahr 1912 gegründet, ist dem DRK-Landesverband Sachsen zugeordnet und setzt sich ausschließlich aus ehrenamtlichen Einsatzkräften zusammen. In den Bergrettungsdienst ist die Luftrettung integriert.
Im sächsisch-tschechischen Mittelgebirgsraum gibt es 13 Rettungswachen der Bergwacht Sachsen auf deutscher Seite und 11 Bergrettungsstationen des Horská služba im tschechischen Gebiet. Der tschechische Bergrettungsdienst Horská služba ist im Unterschied zur sächsischen Bergwacht teilweise berufsmäßig organisiert, jedoch gerade im Gebiet der Böhmischen Schweiz noch nicht in Form von Rettungsstationen präsent.